# Panchbibi
Panchbibi, en bengali : পাঁচবিবি, est une upazila du Bangladesh dans le district de Jaipurhat ayant en 1991 une population de 193 365 habitants.